# Polícia da Polónia (Policja)
Polícia da Polónia ou Policja é a polícia nacional do país, corporação de natureza civil, criada em 1919.  É uma polícia de ciclo completo, desenvolvendo atividades de polícia judiciária ou de investigação criminal, de policiamento ostensivo uniformizado e controle do trânsito, com um efetivo de 103.309 policiais e 12.000 funcionários administrativos. Subordina-se ao Ministério do Interior e é dirigida por um Inspetor Geral.

## Forças especiais
A polícia polonesa possui equipes bem treinadas e equipadas para combater o terrorismo. Subordinado ao comando central funciona o Serviço de Operações Antiterroristas (BOA - Biuro Operacji Antyterrorystycznych) e por região, estão distribuídas subunidades policiais antiterroristas independentes, também, competentes para efetuar resgates de reféns, prisões de delinquentes de alta periculosidade e outras operações de risco.
Pelo seu alto adestramento, essas equipes cooperam com unidades similares dos Estados Unidos, Reino Unido, França, Israel, República Checa e Ucrânia.

## Armamento
De uso geral
Pistolas

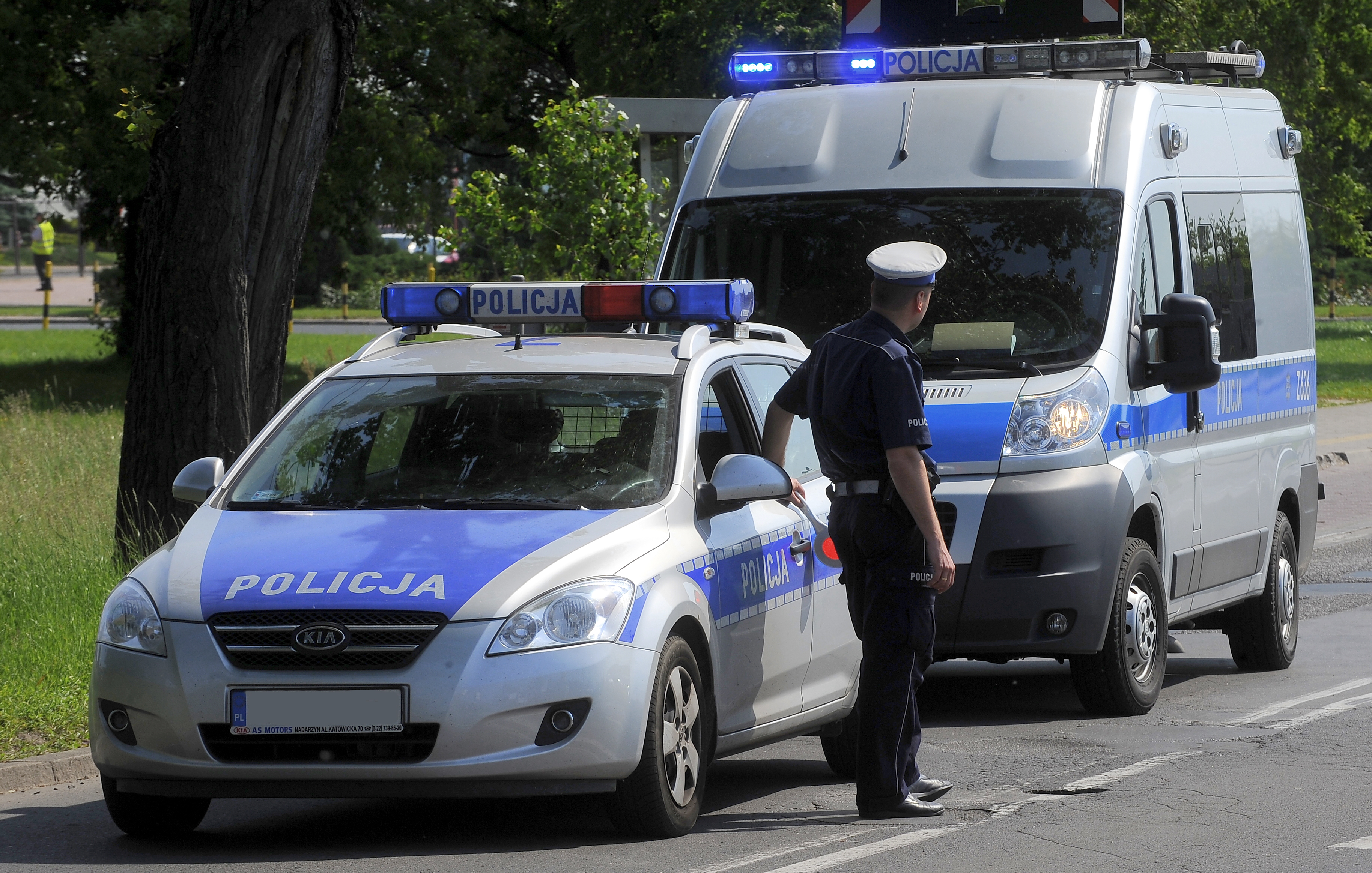
Viaturas da Policja

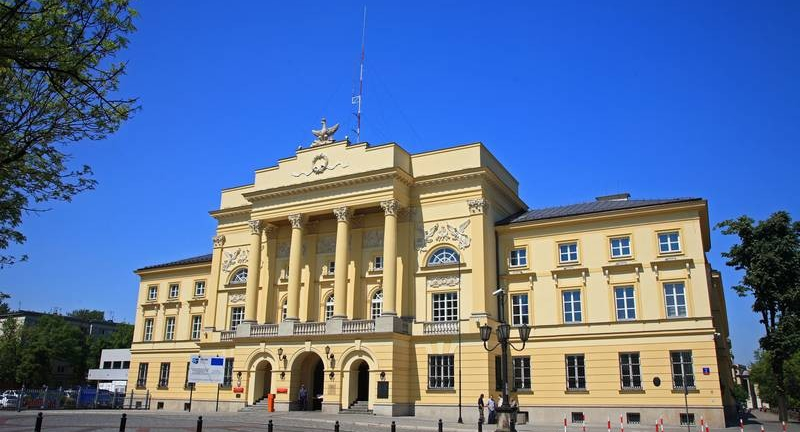
A Central de Polícia em Varsóvia

- Walther P99 (fabricada na Polônia)
- Glock-17
- Glock-19
- Glock-26
- P-83 Wanad
- P-64
- CZ-75
- Gward
- Taurus

De uso das unidades especiais
Submetralhadoras
- PM-84 Glauberyt
- PM-98 Glauberyt
- H&K MP5
- H&K UMP
- IMI Uzi
- FN P-90
- PM-63 RAK

Fuzis
- AKMS
- H&K G-36
- HK-416
- HK-417

Rifles de precisão
- SVD
- SAKO TRG-21
- SAKO  TRG-22
- SAKO  TRG-42

Lançadores de granadas
- RWGŁ-3
- AWGŁ-1
- Brügger & Thomet GL-06
- Heckler & Koch HK69A1

Espingardas
- Mossberg  (mod. 590)
- Remington (870 MCS)
- Hatsan    (mod. Escort)
- Benelli M3

## Organização
A Polícia da Polónia tem um comando central ou nacional, em Varsóvia e distribui os seus efetivos por 16 áreas, ou comandos  operacionais:
| Comandos operacionais | Comandos operacionais |
| --------------------- | --------------------- |
| Greater Poland        |                       |
| Kuyavian-Pomeranian   |                       |
| Lesser Poland         |                       |
| Łódź                  |                       |
| Lower Silesian        |                       |
| Lublin                |                       |
| Lubusz                |                       |
| Masovian              |                       |
| Opole                 |                       |
| Podlaskie             |                       |
| Pomeranian            |                       |
| Silesian              |                       |
| Subcarpathian         |                       |
| Świętokrzyskie        |                       |
| Warmian-Masurian      |                       |
| West Pomeranian       |                       |